# Reumatologi

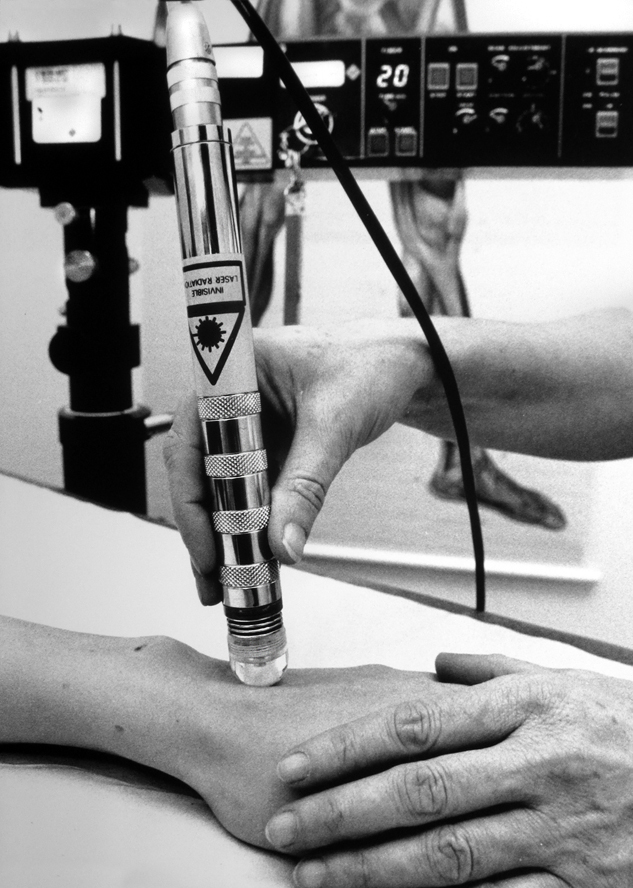
Laserbehandling på en handled 1988.

Reumatologiska sjukdomar kan drabba alla åldrar. Smärta och sämre rörelsefunktion är en gemensam nämnare för de olika sjukdomar. De flesta reumatologiska sjukdomar är vanligare hos kvinnor.
En läkare som har genomgått specialistutbildning inom reumatologi kallas för reumatolog.

## Reumatologiska sjukdomar
- Reumatoid artrit
- Artros
- Spondartriter
  - Reaktiv artrit
  - Psoriasisartrit
  - Ankolyserande spondylit
- Gikt
- Pyrofosfatsynovit
- SLE
- Systemisk skleros
- Sjögrens syndrom
- Sarkoidos
- Antikardiolipin-syndromet
- Polymyosit
- Dermatomyosit
- Eosinofil fasciit
- Mixed Connective Tissue Disease
- Polykondrit
- Vaskulitsjukdomar
  - Polymyalgia rheumatica
  - Takayasus sjukdom
  - Temporalisarterit
  - Polyarteritis nodosa
  - Granulomatös polyangit
  - Mikroskopisk polyangit
  - Eosinofil granulomatös polyangit
  - Henoch-Schönleins purpura
- Raynauds fenomen
- Amyloidos